# グジュラート
グジュラート（ウルドゥー語:  گُجرات 、英語: Gujrat）は、パキスタンのパンジャーブ州グジュラート県の都市。

## 歴史
460年頃、ラージャのバッチャン・パール (Bachhan Pal) により建設された。
その後、ガズナ朝、ゴール朝、デリー・スルターン朝、ムガル朝、シク王国の支配下に入った。
1849年2月21日、第二次シク戦争の際、この地でシク軍 (Sikh Army) とイギリス軍が激突し、イギリス軍が勝利した。

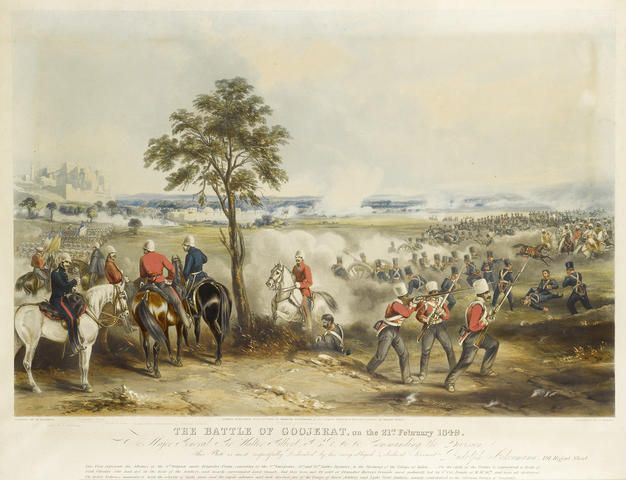
グジュラートの戦い

## 交通
市内にはグジュラート駅があり、カラチ - ペシャーワル間の路線の主要駅となっている。